# 萩尾圭志
萩尾 圭志（はぎお けいし、1994年9月28日 - ）は、日本の元俳優である。京都府舞鶴市出身。

## 人物
「第26回 JUNON SUPER BOYコンテスト」ファイナリスト。特技：和太鼓。資格：海技士。
2014～2017年、ロックユニット「EDGE of LIFE」メンバーとして活動。TVドラマやアニメの主題歌などに多く起用された。2016年、Air studioプロデュース「STUDENT」で初舞台を踏み、以降舞台を主軸に活動した。
2021年2月28日をもって所属事務所のA.L.C.Atlantisと双方合意のうえ所属契約を解除し、引退することをツイッターにて発表した。

## 出演

### 舞台
- Air studio プロデュース 「STUDENT」（2016年5月19日 - 24日）
- 劇団空感演人プロデュース ファイヤーガイズ公演vol.5 『 オサエロ 』（2016年8月24日 - 29日）
- 舞台「ROSE GUNS DAYS」（2016年9月21日 - 25日） - 李梅九 役
- 「Dance with Devils〜D.C（ダ・カーポ）〜」（2016年12月21日 - 27日、AiiA Theater Tokyo） - 立華リンド 役
- 舞台「私のホストちゃん」（2017年1月11日 - 22日・1月28日 - 29日・2月1日 - 2日）　- 鋭利 役
- ライブ・スペクタクル「NARUTO-ナルト-」〜暁の調べ〜（2017年5月19日 - 6月4日・7月29日 - 8月6日、AiiA 2.5 Theater Tokyo/6月16日 - 22日、大阪メルパルクパークホール[1]） - 鬼灯水月 役
- ピウス企画「WHEREABOUTS」（2018年）
- 戦刻ナイトブラッド（2018年8月、銀河劇場） - 丹羽長秀 役[2]
- yoppy project「Battle Butler」(2018年6月27日〜7月1日) ※再演
- あんさんぶるスターズ！エクストラ・ステージ ～Memory of Marionette～（2018年12月 - 2019年2月、東京 / 京都 / 大阪 / 福岡 / 仙台） - 日々樹渉 役[3]
- TAG KLEE FES！「真・YOSHITUNE」-兼雅 役　（2019年4月24日～2019年4月28日)
- UCマーケティング　LIVE×舞台 「プリラジ Prison Radio」　（2019年06月26日～2019年06月30日）
- ライズコミュニケーション 「百年書店へようこそ『ルパンvsホームズ-世紀の戦い-』」-ワトソン&ピエール・ラフィット　※二役　（2019年7月20日〜7月23日)
- ネルケプランニング ライブスペクタクル「NARUTO-ナルト- ～暁の調べ～」※再演- 鬼灯水月 役（2019年10月 - 2019年12月、東京  / 大阪 / 深圳 / 上海）
- CharadeManiacs（2020年10月3日〜11日） - 陀宰メイ 役

### ネット番組
- 私の守護神ウラーザくん（読売テレビ） - ちょっぴり甘えん坊ウラーザくん 役

### バラエティ
- BF会議（テレビ朝日）